# Aalberts
Aalberts N.V. er et nederlandsk industriselskab. Det blev etableret under navnet Aalberts Industries af Jan Aalberts i 1975.
Aalberts havde i 2021 14.402 ansatte på 135 afdelinger i over 50 lande. De omsatte for 3 mia. euro i 2021.
De satser på: miljøvenlige bygninger, mikrochip-industri, bæredygtig transport og industri.